# Sherlock Holmes: Das Geheimnis der Mumie
Sherlock Holmes: Das Geheimnis der Mumie ist ein 2002 erschienenes Videospiel aus dem Point-and-Click-Adventure-Genre. Das Spiel ist der erste Teil der von Frogwares entwickelten Sherlock-Holmes-Spielereihe, die auf Arthur Conan Doyles Figur Sherlock Holmes basiert. Das Spiel wurde von Frogster für Microsoft Windows veröffentlicht. Eine angepasste Fassung des Spiels erschien im April 2009 für den Nintendo DS.
Im Jahre 2004 erschien mit Sherlock Holmes: Das Geheimnis des silbernen Ohrrings ein Nachfolger zu Das Geheimnis der Mumie.

## Handlung
Nachdem der britische Archäologe Lord Montcalfe unter mysteriösen Umständen zu Tode gekommen ist, wendet sich dessen Tochter Elisabeth hilfesuchend an den Privatdetektiv Sherlock Holmes. Da sich dessen Freund und Chronist Dr. Watson auf einer Urlaubsreise befindet, beschließt Holmes allein, das seit dessen Tod unbewohnte Anwesen des Lords zu untersuchen. Dort muss er sein ganzes Können aufbringen, um das Geheimnis zu lösen, das diesen Fall umgibt.

## Spielprinzip
Das Spiel wird in der Egoperspektive gespielt, wobei man in der Rolle des Sherlock Holmes agiert und sich in gerenderten Hintergründen bewegt, was den Eindruck einer dreidimensionalen Umgebung vermittelt. Mögliche Schauplatzwechsel werden durch einen speziellen Cursor in Handform dargestellt und durch einen Klick vollzogen. Ebenfalls durch Klick können diverse Gegenstände aufgesammelt, benutzt und miteinander kombiniert werden. Zwei Icons dienen dem Aufruf des Inventars und eines Notizblocks, der alle im Verlauf der Geschichte erhaltenen Dokumente sowie Sherlock Holmes’ Notizen zum Fortgang der Geschichte enthält. Außerdem ist das Laden und Speichern von Spielständen über den Notizblock möglich.
Die Herausforderung des Spiels besteht in der Hauptsache in dem Suchen und Kombinieren verschiedener Gegenstände sowie dem Lösen klassischer Logikpuzzles.

## Hintergrund
Das Geheimnis der Mumie ist am 29. April 2009 auch für Nintendo DS erschienen.
Das Spiel unterscheidet sich deutlich von den nachfolgenden Titeln der Reihe. Besonders auffällig ist, dass es nahezu keine Interaktion mit anderen Personen beinhaltet. Auch geht es nicht wirklich um das Leisten detektivischer Arbeiten, sondern um das Lösen klassischer Rätsel.

## Rezeption
Die Website Adventure-Treff lobte zwar die stimmige Hintergrundgeschichte und die schön gerenderten Zwischensequenzen, bemängelte aber die verschwommene Grafik, das fast vollständige Fehlen von Musik und Animationen sowie von der Geschichte losgelöste Rätsel. Man kam zu dem Schluss, das Spiel sei „nur all jenen zu empfehlen, die sich selbst als begeisterte Sherlock-Holmes-Liebhaber bezeichnen.“ Die Gesamtwertung betrug 59 %.
In der Zeitschrift PC Games erhielt das Spiel eine Wertung von 23 %. Man bemängelte, dass die Geschichte „ebenso wenig Charme [versprüht] wie die hölzern vorgetragenen Dialoge“, und kommt zu dem Schluss, das Spiel sei „wirklich nur für Hobby-Puzzler, die bereits den Rätselheft-Vorrat ihres Zeitschriftenladens geplündert haben“, geeignet.